# Microserica ornata
Microserica ornata är en skalbaggsart som beskrevs av Nonfried 1894. Microserica ornata ingår i släktet Microserica och familjen Melolonthidae. Inga underarter finns listade i Catalogue of Life.